# Quantic Dream
Quantic Dream é uma desenvolvedora francesa de jogos eletrônicos sediada em Paris, França, fundada em 1997, por David Cage. A empresa também fornece serviços de captura de movimento para a indústria do cinema e de jogos.

## História
A Quantic Dream lançou seu primeiro título, Omikron: The Nomad Soul, em 1999 para PC e Dreamcast, apresentando música original e performances de David Bowie. Após a conclusão do projeto de Omikron, a empresa partiu para o desenvolvimento de Quark, cuja produção foi cancelada posteriormente. Nos dois anos seguintes, a Quantic Dream esteve focada no melhoramento de sua infraestrutura de produção.
Em 2002, a empresa iniciou a produção de Fahrenheit (conhecido como Indigo Prophecy no mercado norte-americano e brasileiro), o primeiro jogo a utilizar a tecnologia interativa cinematográfica pela qual a desenvolvedora ficaria conhecida. A história podia ser alterada a partir das decisões do jogador, ganhando ramificações diversas. Fahrenheit foi, no geral, muito bem recebido, recebendo diversos prêmios e indicações antes de seu lançamento. De acordo com o site da Quantic Dream, Fahrenheit vendeu mais de 800 mil unidades no mundo.
Após o lançamento de Fahrenheit, os próximos jogos anunciados pela desenvolvedora foram Heavy Rain e Omikron 2. Em 2006, uma versão de prévia de Heavy Rain recebeu boas críticas devido à beleza de seus gráficos. Essa versão, exibida na Electronic Entertainment Expo (E3) daquele ano, foi um dos destaques da Sony Computer Entertainment para mostrar a capacidade do seu novo sistema, o PlayStation 3, e também a razão pela qual Heavy Rain viria a se tornar um título exclusivo daquele console. O jogo viria a ser lançado em fevereiro de 2010, vendendo mais de dois milhões de unidades e sendo bem recebido pela imprensa.
Em 2015 na conferencia de imprensa da Sony durante o Paris Games Week, a Quantic Dream anunciou Detroit: Become Human publicado pela Sony Interactive Entertainment exclusivamente para PlayStation 4. 
Em Detroit: Become Human A história gira em torno de Kara, Markus e Connor, três androides concebidos pela empresa fictícia CyberLife que, consoante as decisões que o jogador tomar, mudarão o rumo da cidade de Detroit e, consequentemente, dos Estados Unidos. Em 2019 o jogo foi anunciado para o Microsoft Windows.

## Serviços[7]

### Publicadora
Alem de desenvolver a Quantic Dream também começou a publicar jogos de terceiros, a parti de 2019 usando o selo Spotlight by Quantic Dream, permitindo que as desenvolvedoras possam permanecer com as propriedades intelectuais, ale de oferece suporte em outras areas, entre elas Assistência jurídica,  Marketing digital,  Relações públicas, Posicionamento e ou marketing.

### Estúdio de captura de movimentos
Em 2000 a Quantic Dream construiu o que eles alegam ser um dos estúdios mais avançado da Europa, oferecendo serviços de capturas 3D para terceiros, constando com 74 câmeras, e com tecnologia patenteada, é possível gravar movimentos e áudio ao mesmo tempo.
Prestando serviços para empresas tais como Ubisoft, Dontnod, Arkane.

## Jogos
| Ano  | Título                           | Plataforma(s)                                                              | Publicadora                    | Desenvolvedora   |
| ---- | -------------------------------- | -------------------------------------------------------------------------- | ------------------------------ | ---------------- |
| 1999 | Omikron: The Nomad Soul          | Dreamcast, Microsoft Windows                                               | Eidos Interactive              | Quantic Dream    |
| 2005 | Fahrenheit                       | Microsoft Windows, PlayStation 2, Xbox                                     | Atari                          | Quantic Dream    |
| 2010 | Heavy Rain                       | Microsoft Windows, PlayStation 3                                           | Sony Computer Entertainment    | Quantic Dream    |
| 2013 | Beyond: Two Souls                | Microsoft Windows, PlayStation 3                                           | Sony Computer Entertainment    | Quantic Dream    |
| 2018 | Detroit: Become Human            | Microsoft Windows, PlayStation 4                                           | Sony Interactive Entertainment | Quantic Dream    |
| 2023 | Under The Waves                  | Xbox Series X/S, Xbox One, PlayStation 4, PlayStation 5, Microsoft Windows | Quantic Dream (Spotlight)      | Parallel Studio  |
| 2023 | Lysfanga: The Time Shift Warrior | Microsoft Windows                                                          | Quantic Dream (Spotlight)      | Sand Door Studio |
| 2024 | Dustborn                         | PS5, PS4, Xbox One, Xbox Series S/X, PC                                    | Quantic Dream (Spotlight)      | Red Thread Games |